# Aleksei Ivanovici Abrikosov
Nu trebuie confundat cu Alexei Alexeevici Abrikosov
Aleksei Ivanovici Abrikosov (n. 18 ianuarie, 1875 la Moscova — d. 9 aprilie 1955 la Moscova), specialist sovietic în anatomopatologie. Aleksei Ivanovici Abrikosov a fost membru al Academiei de Științe și al Academiei de Științe medicale a URSS. În 1898, Aleksei Ivanovici Abrikosov a absolvit Facultatea de Medicină din cadrul Universității din Moscova. În 1939, Aleksei Ivanovici Abrikosov a devenit membru al Partidului Comunist al Uniunii Sovietice. 

## Biografie
Aleksei Ivanovici Abriskov s-a născut într-o familie bogată de fabricanți și a devenit specialist în tuberculoză și tumori. Abriskov a executat îmbălsămarea cadavrului lui Vladimir Ilici Lenin.

## Operă științifică
A descris un aspect particular de mioblastom, cunoscut în literatura mondială de specialitate sub numele de tumoarea lui Abrikosov. Erou al Muncii Socialiste (1945). op. pr. „Tehnica autopsiilor anatomopatologice" (1925), „Anatomie patologică specială” (1938 1947). Laureat al Premiului de stat al URSS.